# Unique Lady
Unique Lady (chino: 绝世千金, pinyin: Jue Shi Qian Jin, también conocida como Lascivious Lady), es una serie de televisión china transmitida del 17 de enero del 2019 hasta el 23 de febrero del 2019 a través de iQiyi.
La serie está basada en el juego "Lascivious Lady" (好色千金) de Orange Light Game.
En el 2020 se anunció que la serie tendría una segunda temporada, la cual fue estrenada el 24 de diciembre del mismo año.

## Sinopsis
La serie sigue a Lin Luojing, una joven que accidentalmente es absorbida en el mundo de un juego, donde se convierte en la hija del primer ministro y conoce a todo tipo de hombres atractivos y con diferentes personalidades. Entre ellos se encuentran: Zhong Wumei (un príncipe con una personalidad seria), Liu Xiuwen (un guardia imperial), Jiang Xuanyu (un hombre adinerado y coqueto) y por último Hua Yingchi (una deidad con la espada).
Cuando Luojing intenta regresar a al mundo real, el sistema le informa que sólo puede regresar después de completar su misión: encontrar a su verdadero amor. Sólo tiene acceso a 5 vidas para lograr completar su misión, lo que significa que si comenté algún error, su personaje muere, por lo que comienza su búsqueda. 
Si bien está rodeada de muchos hombres, hay uno al que no puede soportar: Zhong Wumei, el Príncipe de Yuan y para su suerte termina en un matrimonio arreglado con él. Aunque al inicio no tienen una buena relación, pronto comienzan a levarse bien y se enamoran. Al mismo tiempo que emprenden su viaje por encontrar la verdad.

## Reparto

### Personajes principales
| Actor                     | Personaje    | N.º de episodios | Notas |
| ------------------------- | ------------ | ---------------- | --- |
| Gong Jun                  | Zhong Wumei  | 24               | Es el arrogante, serio y dominante Príncipe del Reino de Yuan. Aunque por fuera parece frío, en realidad es un joven cálido que se preocupa por las personas que ama, sin embargo no lo demuestra y esconde su lado amable. Prefiere ser juzgado a que las personas reconozcan su bondad. Aunque al inicio no se lleva bien con Luojing poco después se enamora de ella.                       |
| Zheng Qiuhong             | Lin Luojing  | 24               | Es una joven moderna que se dedica a estudiar y jugar videojuegos, que inesperadamente se ve atrapada en el mundo antiguo de un juego, en donde se convierte en el personaje principal y en la explosiva, valiente, alegre, divertida, traviesa, pervertida, juguetona e ingenua hija del primer ministro. Al inicio cuando conoce a Zhong Wumei no le cae bien, pero pronto se enamora de él. |
| Alen Fang                 | Liu Xiuwen   | 24               | Es un atractivo guardaespaldas imperial en la casa del primer ministro. Es un joven respetuoso, fuerte y valiente, así como habilidoso con la espada. Se enamora de Lin Luojing, luego de ser asignado como su protector y cuando se trata de salvarla, no le importa arriesgar su vida. |
| Yu Kaining (余天翊)       | Jiang Xuanyu | 24               | Es el hijo de un rico comerciante y el mejor amigo del Príncipe Zhong Wumei. A pesar de rico y travieso, es un joven con buen corazón, amigable, confiable y apasionado. Es codiciado por las mujeres debido a su gran atractivo y delicadeza. |
| Zhu Yunlong Li Hao (李豪) | Hua Yingchi  | -                | Es una deidad de la espada de la secta Tian Yi, es un hombre misterioso pero con un gran espíritu y poder el cual ha cultivado por muchos años. Tiene grandes habilidades en las artes marciales. Por lo general aparece cuando Luojing está en peligro y la protege. |

### Personajes secundarios
| Actor                | Personaje   | N.º de episodios | Notas |
| -------------------- | ----------- | ---------------- | --- |
| Qiu Haoxuan (邱浩轩) | Jin Chen    | -                | Es el hijo del general, un joven misterioso, sabio y peligroso, que está dispuesto a hacer lo que sea con tal de alcanzar sus objetivos. |
| Yi Sha (依莎)        | Xi Que      | -                | Es la leal amiga de Lin Luojing. Al inicio se enamora de Jin Chen, luego de que él la rescata, sin embargo él sólo la utiliza.           |
| Li Tingzhe (李亭哲)  | Zhong Shili | -                | |
| Liu Tingyu (刘庭羽)  | Hua Yingyun | -                | |
| 刘天宝               | 张稷        | -                | Es un joven bueno con la espada, y un aliado del Príncipe.                                                                               |
| 米良                 | 苏依依      | -                | Es una bailarina y asesina exótica. Está enamorada de Liu Xiuwen, por quien está dispuesta a sacrificar todo, incluso su vida.           |
| 王慧歆               | 唐梦        | -                | Tiene una conexión con Jiang Xuanyu. |

## Episodios
La primera temporada de la serie estuvo conformada por 24 episodios, los cuales fueron emitidos todos los jueves, viernes y sábado.

## Música
| No. | Intérprete (es)        | Canción                                   | Notas               |
| --- | ---------------------- | ----------------------------------------- | ------------------- |
| 1   | Zheng Qiuhong (郑湫泓) | "Everlasting Good Dreams" (好梦长留)      | (canción de inicio) |
| 2   | Jia Louluo (迦楼罗)    | "Born" (生世)                             | (canción de cierre) |
| 3   | 银临                   | "春风化雨"                                |                     |
| 4   | 狐里                   | "守候"                                    |                     |
| 5   | Alen Fang              | "Liang Ge Shi Jie De Meng" (两个世界的梦) |                     |
| 6   | 张志林 & Zheng Qiuhong | "但为君故"                                |                     |
| 7   | 银临                   | "浮生辞"                                  |                     |
| 8   | 张志林                 | "一个人的苦"                              |                     |

## Producción
La serie también es conocida como Lascivious Lady y/o Lust for Gold, y está basada en el juego "Lascivious Lady" (好色千金) de Orange Light Game.
Es dirigida por Yuan De, quien cuenta con el apoyo del guionista Wang Tianchu.
La producción de la serie fue realizada en el 2018.
Cuenta con el apoyo de las compañías de producción "Ku Ying Wenhua", "Long Guo Ying Hua", "Huo Feng Liaoyuan" y "Kingso Pictures".